# Происшествие в доме
«Происшествие в доме» (англ. Incidents Around the House) — предстоящий американский фильм ужасов о сверхъестественном режиссёра Роба Сэвиджа по сценарию Натана Элстона. Сюжет фильма основан на романе Джоша Малермана. Главные роли в фильме исполнили Джессика Честейн и Джей Дюпласс. Джеймс Ван стал одним из продюсеров через свою компанию Atomic Monster.
Премьера фильма в США запланирована на 8 мая 2026 года.

## Сюжет
Восьмилетняя Бэла и её семья подвергаются нападкам со стороны злобной сущности, которую Бэла называет «Другая мама» и которая каждый день спрашивает её: «Можно мне залезть в твоё сердце?». Когда ужасающие происшествия в доме сигнализируют о том, что «Другой Маме» надоело задавать Беле один и тот же вопрос снова и снова… Бэла понимает, что если она не скажет «да», то скоро её семье придется заплатить. «Другая мама» становится всё беспокойнее, сильнее, смелее. Только семейные узы могут уберечь Белу, но другие происшествия показывают трещины в браке ее родителей. Но «Другой Маме» нужен ответ.

## В ролях
- Джессика Честейн
- Джей Дюпласс

## Производство
В апреле 2025 года стало известно, что экранизация романа Incidents Around the House находится в разработке, режиссёром стал Роб Сэвидж, сценарий напишет Натан Элстон, а главную роль сыграет Джессика Честейн. В мае к актёрскому составу присоединился Джей Дюпласс. Съемки начались 12 мая 2025 года в Дублине, Ирландия.
Премьера фильма в США запланирована на 8 мая 2026 года компанией Universal Pictures.